# 汉忠义庙
汉忠义庙，位于中国广东省潮州市饶平县柘林镇，为饶平县文物保护单位，类型为古建筑，公布时间为1994年5月。
汉忠义庙的历史年代为清代。